# Harry's House
Harry's House è il terzo album in studio del cantante britannico Harry Styles, pubblicato il 20 maggio 2022 dalla Columbia.
Nel 2023 ha trionfato alla 65ª edizione dei Grammy Award come Album dell'anno e Miglior album pop vocale.

## Descrizione
La fase embrionale delle vicissitudini autoriali che portarono alla creazione dell'album iniziò a svilupparsi nel maggio 2018, quando Styles ascoltò per la prima volta l'album Hosono House di Haruomi Hosono durante il Live on Tour in Giappone: l'idea originale alla base del disco consisteva nella volontà del cantante di voler realizzare un EP di musica acustica registrata a casa sua. Si tratta di un disco caratterizzato principalmente da sonorità pop rock e synth pop, che incorpora elementi e influenze funk e R&B, scritto e registrato tra fine 2020 e inizio 2021, ad eccezione del brano Boyfriends, realizzato durante le sessioni finali di Fine Line (2019).
La nona traccia Daydreaming contiene un campionamento del singolo Ain't We Funkin' Now dei Brothers Johnson.

## Promozione
As It Was è stato pubblicato come primo singolo estratto dall'album il 1º aprile 2022, riscuotendo successo a livello globale e debuttando al vertice delle classifiche sia nel Regno Unito che negli Stati Uniti. Il 15 aprile 2022, durante la sua esibizione da headliner al Coachella, Harry Styles ha cantato dal vivo per la prima volta As It Was, oltre a due brani dell'album, Boyfriends e Late Night Talking, il secondo dei quali estratto come singolo verso la fine di maggio. Dall'album è stato estratto anche il brano d'apertura Music for a Sushi Restaurant, entrato nelle stazioni radiofoniche nel mese di ottobre.

## Accoglienza
| Recensione           | Giudizio |
| -------------------- | -------- |
| AllMusic             |          |
| Clash                | 8/10     |
| DIY                  |          |
| Entertainment Weekly | A–       |
| NME                  |          |
| Pitchfork            | 7,2/10   |
| Rolling Stone        |          |
| Slant Magazine       |          |
| The Guardian         |          |
| The Independent      |          |
| The Line of Best Fit | 7/10     |
| The Times            |          |

Harry's House è stato accolto positivamente dai critici. Su Metacritic, sito che assegna un punteggio normalizzato su 100 in base a critiche selezionate, l'album ha ottenuto un punteggio medio di 83 basato su ventisei recensioni.

## Tracce
1. Music for a Sushi Restaurant – 3:14 (Harry Styles, Thomas Hull, Tyler Johnson, Mitch Rowland)
2. Late Night Talking – 2:58 (Harry Styles, Thomas Hull)
3. Grapejuice – 3:12 (Harry Styles, Thomas Hull, Tyler Johnson)
4. As It Was – 2:47 (Harry Styles, Thomas Hull, Tyler Johnson)
5. Daylight – 2:45 (Harry Styles, Thomas Hull, Tyler Johnson)
6. Little Freak – 3:23 (Harry Styles, Thomas Hull)
7. Matilda – 4:05 (Harry Styles, Amy Allen, Thomas Hull, Tyler Johnson)
8. Cinema – 4:03 (Harry Styles, Samuel Witte)
9. Daydreaming – 3:07 (Harry Styles, Thomas Hull, Tyler Johnson, Louis Johnson, Valerie Johnson, Alex Weir, Quincy Jones, Tom Bahler)
10. Keep Driving – 2:19 (Harry Styles, Thomas Hull, Tyler Johnson, Mitch Rowland)
11. Satellite – 3:37 (Harry Styles, Thomas Hull, Tyler Johnson)
12. Boyfriends – 3:12 (Harry Styles, Tobias Jesso Jr., Thomas Hull, Tyler Johnson)
13. Love of My Life – 3:11 (Harry Styles, Thomas Hull, Tyler Johnson)

## Classifiche

### Classifiche settimanali
| Classifica (2022) | Posizione massima |
| ----------------- | ----------------- |
| Argentina         | 1                 |
| Australia         | 1                 |
| Austria           | 1                 |
| Belgio (Fiandre)  | 1                 |
| Belgio (Vallonia) | 1                 |
| Canada            | 1                 |
| Croazia           | 1                 |
| Danimarca         | 1                 |
| Finlandia         | 1                 |
| Francia           | 1                 |
| Germania          | 1                 |
| Giappone          | 30                |
| Grecia            | 1                 |
| Irlanda           | 1                 |
| Islanda           | 1                 |
| Italia            | 1                 |
| Lituania          | 1                 |
| Norvegia          | 1                 |
| Nuova Zelanda     | 1                 |
| Paesi Bassi       | 1                 |
| Polonia           | 1                 |
| Portogallo        | 1                 |
| Regno Unito       | 1                 |
| Repubblica Ceca   | 1                 |
| Slovacchia        | 1                 |
| Spagna            | 1                 |
| Stati Uniti       | 1                 |
| Svezia            | 1                 |
| Svizzera          | 1                 |
| Ungheria          | 1                 |

### Classifiche di fine anno
| Classifica (2022) | Posizione |
| ----------------- | --------- |
| Australia         | 2         |
| Austria           | 2         |
| Belgio (Fiandre)  | 3         |
| Belgio (Vallonia) | 13        |
| Bulgaria          | 2         |
| Danimarca         | 5         |
| Finlandia         | 3         |
| Francia           | 20        |
| Germania          | 5         |
| Islanda           | 2         |
| Italia            | 13        |
| Lituania          | 2         |
| Norvegia          | 3         |
| Nuova Zelanda     | 1         |
| Paesi Bassi       | 1         |
| Polonia           | 10        |
| Regno Unito       | 1         |
| Slovacchia        | 8         |
| Spagna            | 4         |
| Svezia            | 2         |
| Svizzera          | 6         |
| Classifica (2023) | Posizione |
| Islanda           | 10        |
| Italia            | 39        |
| Norvegia          | 8         |
| Paesi Bassi       | 3         |
| Portogallo        | 8         |
| Spagna            | 17        |
| Ungheria          | 36        |
| Classifica (2024) | Posizione |
| Portogallo        | 39        |